# An-Nadżaf (muhafaza)
An-Nadżaf (arab. النجف) – jedna z 18 prowincji Iraku. Znajduje się w południowej części kraju. Jej stolicą jest An-Nadżaf.